# 近鉄大阪線列車衝突事故
近鉄大阪線列車衝突事故（きんてつおおさかせんれっしゃしょうとつじこ）とは、1971年（昭和46年）10月25日に三重県一志郡白山町（現・津市）にある近鉄大阪線垣内（かいと）東信号所（複線化により廃止）付近の総谷トンネル内で発生した列車衝突事故である。
一般的には「青山トンネル事故」と呼ばれているが、青山トンネル内で衝突事故が起きたわけではないことには注意が必要である。

## 概要
1971年10月25日15時37分頃、近鉄大阪線西青山駅 - 東青山駅（両駅は現在とは異なる場所にあった）間の青山トンネル東口手前200 m地点で、上本町（現・大阪上本町）発近鉄名古屋行き特急114列車（12200系12202F・12000系12001Fの4両編成、主要駅停車の通称「乙特急」）が、自動列車停止装置（ATS）故障のため誤停止した。この日は本件事故以前にも、青山トンネル内で上り5本、下り1本の列車が同様に緊急停止する事象が起こっていた。原因究明のため現場に派遣された信号保守要員が地上子周りを検査したが、故障原因が特定できなかったため、信号保守要員や東青山駅の助役は電話で中川信号区に連絡し、計測器その他を持ってくるよう要請した。
運転士はATSを解除しようとしたがブレーキが緩解できず、停止地点は下り33 ‰の急勾配であったため、やむを得ず車輪に手歯止め（ハンドスコッチ）を挟み、各車輌の供給コック（ブレーキ装置からブレーキシリンダーにエアを供給するコック）をカットし、ブレーキシリンダーのエアを全部抜くという非常措置を行った。これは制動不緩解故障の際の基本手順通りであった。
しかし、列車停止を聞いて東青山駅から駆けつけた同駅助役が、運転士との何らかのやりとりの後に手歯止めを外し、運転士はそれを知らずに供給コックをカットしたまま運転室に戻ってブレーキを緩解した。その結果、114列車は走り出したが、供給コックがカットされていたことからエアの再充填ができず、ブレーキが効かないノーブレーキ状態で連続33 ‰の下り勾配を暴走し始めた。この時、114列車の乗客は乗務員から後部車両へ避難するよう指示された、と証言している。
15時58分頃、114列車は東青山駅 - 榊原温泉口駅間にあった垣内東信号場（現在の東青山駅付近）の安全側線の分岐器を時速144 kmで乗り越えて突破し直後に脱線転覆し、そのまま総谷トンネルに突入した。3両目以降は同トンネル入口付近の壁に激突して止まったが、先頭の2両が横転した状態でトンネル内へ突入、直後に対向してきた賢島発京都・近鉄難波（現・大阪難波）行き特急1400N(1400K)列車（12200系12226F・10100系C編成10118F・18200系18205Fの7両編成）が前方の異変を察知して非常ブレーキをかけたが間に合わず、両列車はトンネル内で正面衝突した。
これにより死者25名（1400N・1400K列車の運転士・車掌と114列車に乗っていた東青山駅助役の計3名および乗客22名）、重軽傷者288名を出す大惨事となった（中日新聞1971年11月9日朝刊や、『関西の私鉄』には負傷者354人と記されている）。
なお、1400N・1400K列車は前方5両（12200系・10100系）が大阪難波行きであった一方、後方2両（18200系）は京都行きで、折しも京都で医療関係者の研修会が行われる予定であったことから複数の医師が乗車しており、その医師らによって応急治療が行われた。その他、地元白山町上之村地区をはじめ、榊原温泉では旅館組合が中心となって負傷者の救出に、白山町役場では対策本部を手早く設け、町役場職員、地元消防団、地元住民等が現場にいち早く到着し救出活動、地元婦人団体が炊き出しを行い、救助作業に大いに貢献した。
事故直後の模様は、事故現場に唯一直接たどり着くことができた報道機関であったNHKのテレビ取材班によって、全国に報道された。

### 事故後の調査
1400N・1400K列車の運転士・車掌と、東青山駅助役の3人が死亡したため、事故後の調査では1400N・1400K列車での衝突時とその前後での全面的な状況や、114列車の運転士が供給コックをカットしたまま運転室に戻った理由や、手歯止めを外す際の運転士と助役の連絡状況などは明確には解明できなかったが、1973年6月に津地方裁判所で行われた裁判で弁護側の主張はほとんど採用されず、同地裁は名古屋行き特急の運転士に禁錮10か月、執行猶予2年を宣告。検察側・弁護側の双方ともに控訴がなかったため、裁判は一審で確定した。裁判で有罪の確定を受け、近鉄はこの運転士を懲戒解雇処分とした。
事故の発端となったATS故障の原因は、ATS電源装置のヒューズの端子締め付けナットの緩みからくる接触不良によるものと判明した。事故当日はATS装置の故障が相次いでおり、本件事故で5回目の故障だった。それ以外にも現場を通過した列車は多数あったが、接触不良の間欠性によって通電している場合としていない場合があり、列車によっては正常に通電していたのでATSの誤作動が発生せずに現場を無事に通過できたものと推測されている。また事故を起こした特急114列車は、東青山駅から2.7km名古屋寄りの垣内西信号所前を異常な速度で通過した事実があり、この事故はブレーキが何かの原因で壊れたうえに、33‰の急勾配のため暴走したと報道されたが、その後の調査で114列車の運転士がブレーキエアーの供給コックをカットした状態でブレーキを緩解したことが暴走の原因と判明している。

## 影響
事故現場が山間のトンネル内という悪条件が重なり、普段は地元の人たちでさえ滅多に通らない獣道を使って、救急車が待機する場所まで負傷者を人力で運んだ。体力が尽き、担架に乗せられたまま死亡した負傷者もいたという。遺体は現場の付近の寺や小学校の講堂に運び込まれた。事故現場のおよその状況が分かったのは事故発生から2時間後、死傷者数の情報が掴め始めたのは3時間以上も経ってからだった。16時頃、東青山変電所から「ブレーカーが飛んだ」「架線の断線事故があった」との報告があり調べたところ、本件事故が判明したという状態だった。
復旧作業は10月28日の午前中に終了し、同日13時16分、事故から69時間ぶりに運転再開した。同日から翌日にかけて、バラストを固めるため事故現場を中心に30 km/hの徐行運転を実施した。しかし、この時点では名阪ノンストップ特急は引き続き運転を取りやめていた。
114列車の各車両（12200系12202F・12000系12001F）は廃車となったが、1400N・1400K列車の各車両（12200系12226F・10100系10118F・18200系18305F）は修理の上で復旧されている。

## 対策
本件事故を重く見た近鉄は、かねてより予定していた大阪線の完全複線化を前倒しして行う事を決定した。まず、事故区間を含む榊原温泉口駅 - 垣内東信号所間に新総谷トンネル、新梶ケ広トンネルの2つの複線トンネルを開通させ、この区間を先行して複線化した。その後、1975年11月に青山トンネルに替わる新たな複線用トンネル（新青山トンネル）が開通したことで工事が完成し、西青山駅および東青山駅も同時に移転。かつての青山峠越えの旧駅などは廃止された。